# رود روستا
رود روستا (انگلیسی: Rosta) یک رودخانه در استان مورمانسک کشور روسیه است.